# 11118 Modra
11118 Modra este un asteroid din centura principală de asteroizi.

## Descriere
11118 Modra este un asteroid din centura principală de asteroizi. A fost descoperit pe 9 august 1996 la Modra de Adrián Galád și Dušan Kalmančok. Asteroidul prezintă o orbită caracterizată de o semiaxă mare de 2,31 ua, o excentricitate de 0,08 și o înclinație de 3,0° în raport cu ecliptica.